# Réseau urbain (Keihanshin)

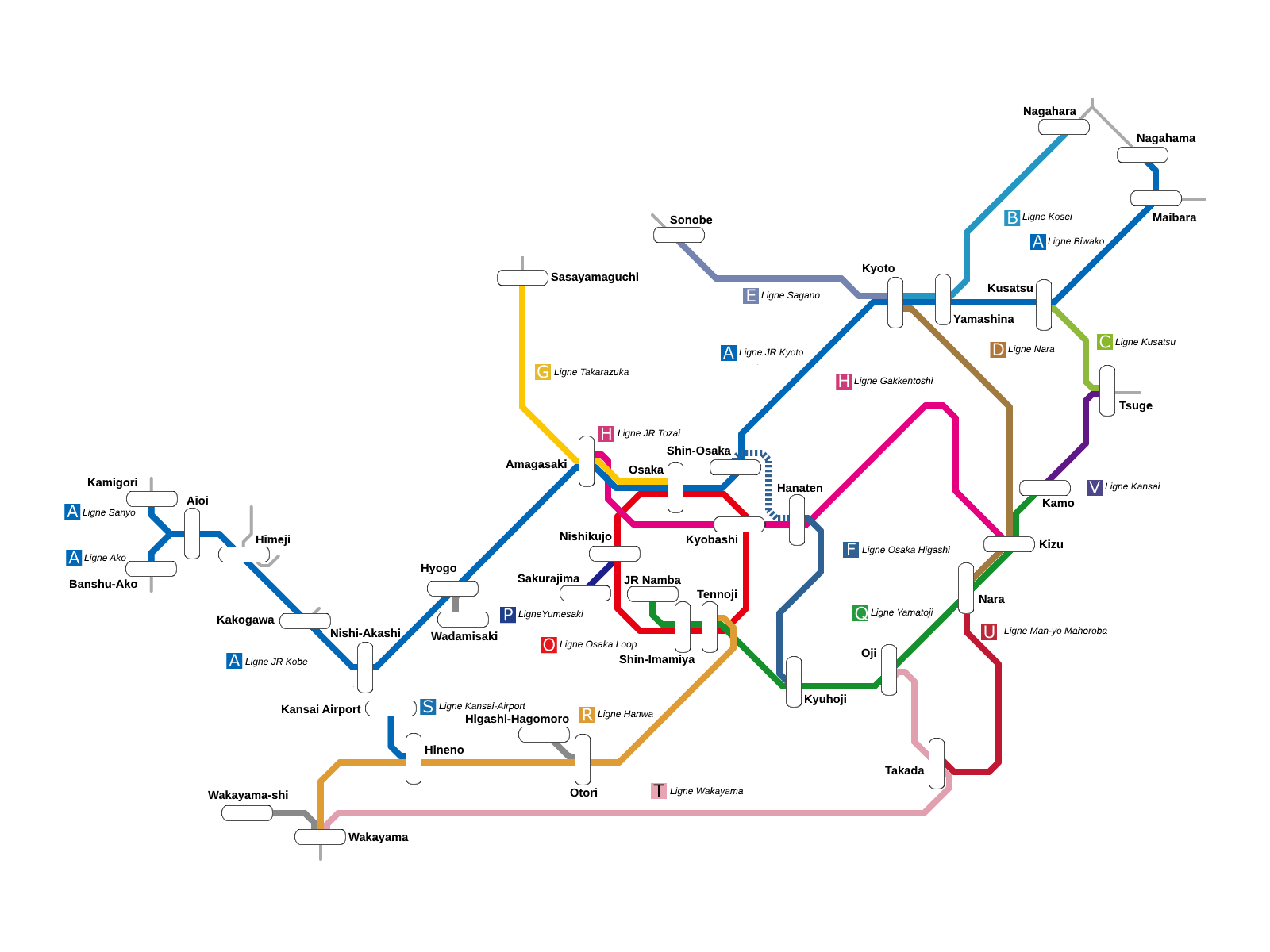
Carte du Réseau urbain du Keihanshin

Urban Network (アーバンネットワーク, Āban Nettowāku) est le nom donné au réseau métropolitain ferroviaire de la région Kyōto, Ōsaka et Kōbe de la JR West depuis le 11 mars 1989. Cependant la JR West n'utilise pas ce terme, lui préférant Kinki Area (近畿エリア, Kinki Eria) bien que la couverture du service ne correspond pas entièrement au réseau Keihanshin.

## Résumé
Alors que la JR East lançait sa gamme de trains de banlieue en offrant une diversité de lignes dans les régions de Tokyo et du Kantō, la région du Kansai était quant à elle, une région historique de plusieurs compagnies de chemin de fer privées, à tel point qu'elle était surnommée le « royaume du chemin de fer privé ».
Au moment du découpage des Chemins de fer nationaux japonais en 1987, la JR West dut se lancer un défi afin d'offrir plus de lignes dans le transport de banlieue pour récupérer les passagers circulant sur les lignes privées dans la région de Kinki.
Une des mesures prises par la JR West pour familiariser les passagers empruntant son réseau, a été de donner un surnom à 8 lignes le 13 mars 1988. Dès le 10 mars 1989, le surnom de " Réseau Urbain " à toutes les lignes de la région est apparu,. L'ouest de la région d'Himeji, les lignes Kusatsu, Kosei et Wakayama avaient été exclues de ces dénominations.
Peu après, en mars 1990, la JR West implantait le système de code couleur sur ses 10 lignes et les lignes Biwako, Kyoto et Kobe reçurent la même couleur. Le 14 mars 2015, le code des lignes est implanté sur le réseau de la JR West et certains codes couleurs de ligne furent changés. Par exemple, le code couleur de la ligne Gakkentoshisen passa du jaune-vert au rose cerise ,.

## Tracé général
A noter que sur cette carte, certaines lignes ne sont dans le réseau que dans certaines gares, généralement les plus proches d'Osaka.

## Liste des lignes

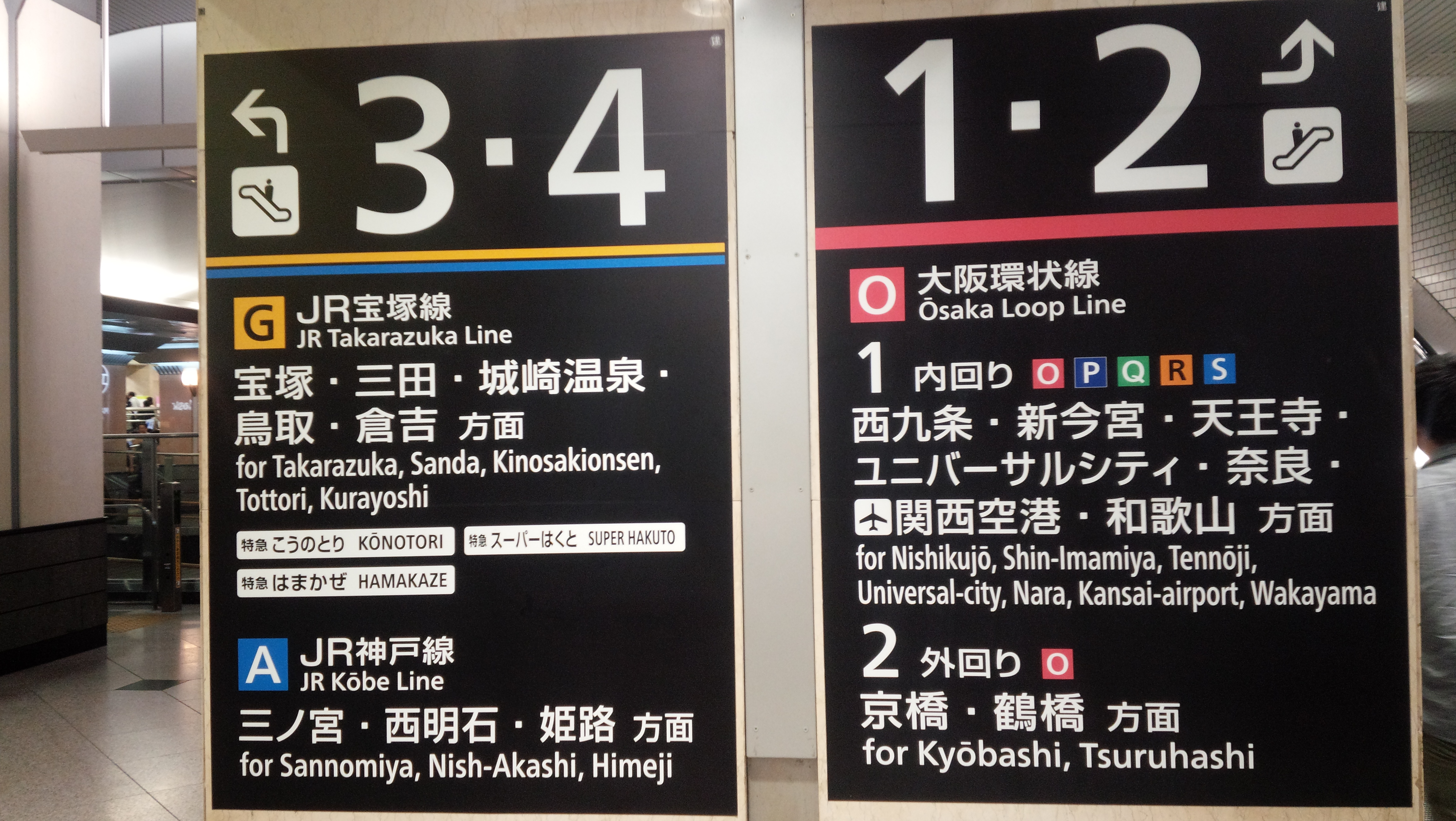
Exemple de panneau d'affichage dans la gare d'Osaka indiquant la couleur et le code de la ligne

- Certaines lignes et gares n'ont aucun code d'identification.
- Certaines lignes ont le même surnom que leur nom officiel[8].
- Le système d’identification des codes gares devrait entrer en application en mars 2018[9].

| Couleur de la ligne | Code de la ligne | Code des gares           | Surnom de la ligne       | Nom officiel de la ligne         | Section de la ligne         |
| ------------------- | ---------------- | ------------------------ | ------------------------ | -------------------------------- | --------------------------- |
|                     | A                | JR-A09 à JR-A12          | Ligne Biwako             | Ligne principale Hokuriku        | Nagahama - Maibara          |
| JR-A12 à JR-A31     | A                | Ligne principale Tōkaidō | Ligne Biwako             | Maibara - Kyoto                  |                             |
| JR-A31 à JR-A47     | A                | Ligne JR Kyoto           | Ligne principale Tōkaidō | Kyoto - Osaka                    |                             |
| JR-A47 à JR-A61     | A                | Ligne JR Kobe            | Ligne principale Tōkaidō | Osaka - Kobe                     |                             |
| JR-A61 à JR-A85     | A                | Ligne JR Kobe            | Ligne principale Sanyo   | Kobe- Himeji                     |                             |
| -                   | A                | -                        | Ligne principale Sanyo   | Himeji - Kamigōri                |                             |
| -                   | A                | -                        | Ligne Akō                | Aioi à Banshū-Akō                |                             |
|                     | B                | JR-B11 à JR-B30          | -                        | Ligne Kosei                      | Nagahara - Yamashina        |
|                     | C                | -                        | -                        | Ligne Kusatsu                    | Tsuge - Kusatsu             |
|                     | D                | JR-D01 à JR-D19          | -                        | Ligne Nara                       | Kyoto - Kizu                |
|                     | E                | JR-E01 à JR-E16          | Ligne Sagano             | Ligne principale Sanin           | Kyoto - Sonobe              |
|                     | F                | JR-F02 à JR-F15          | Ligne Osaka Higashi      | Ligne Osaka Higashi              | Shin-Osaka - Kyūhōji        |
|                     | G                | JR-G47 à JR-G49          | Ligne JR Takarazuka      | Ligne principale Tōkaidō         | Osaka - Amagasaki           |
| JR-G49 à JR-G69     | G                | Ligne Fukuchiyama        | Ligne JR Takarazuka      | Amagasaki - Sasayamaguchi        |                             |
|                     | H                | JR-H41 à JR-H49          | Ligne JR Tōzai           | Ligne JR Tōzai                   | Kyōbashi - Amagasaki        |
| JR-H18 à JR-H41     | H                | Ligne Gakkentoshi        | Ligne Katamachi          | Kizu - Kyōbashi                  |                             |
|                     | O                | JR-O01 à JR-O11 à JR-O01 | Ligne circulaire d'Osaka | Ligne circulaire d'Osaka         | Tennōji - Osaka - Tennōji   |
|                     | P                | JR-P14 à JR-P17          | Ligne JR Yumesaki        | Ligne Sakurajima                 | Nishikujō - Sakurajima      |
|                     | Q                | JR-Q17 à JR-Q39          | Ligne Yamatoji           | Ligne principale Kansai          | Kamo - JR Namba             |
|                     | R                | JR-R20 à JR-R54          | Ligne Hanwa              | Ligne Hanwa                      | Tennōji - Wakayama          |
|                     | S                | JR-S45 à JR-S47          | -                        | Ligne Kansai Airport             | Hineno - Aéroport du Kansai |
|                     | T                | -                        | -                        | Ligne Wakayama                   | Ōji - Wakayama              |
|                     | U                | -                        | Ligne Manyō-Mahoroba     | Ligne Sakurai                    | Nara - Takada               |
|                     | V                | -                        | -                        | Ligne principale Kansai          | Tsuge - Kamo                |
|                     | W                | -                        | Ligne Kinokuni           | Ligne principale Kisei           | Wakayama - Gobō             |
| -                   | -                | -                        | Ligne Wadamisaki         | Ligne principale Sanyo (Branche) | Hyogo - Wadamisaki          |
| -                   | -                | -                        | Ligne Hagoromo           | Ligne Hanwa (Branche)            | Ōtori - Higashi-Hagoromo    |

## Service
Les trains circulant sur ces lignes sont principalement des trains de série 207, 223, 225 et 321.

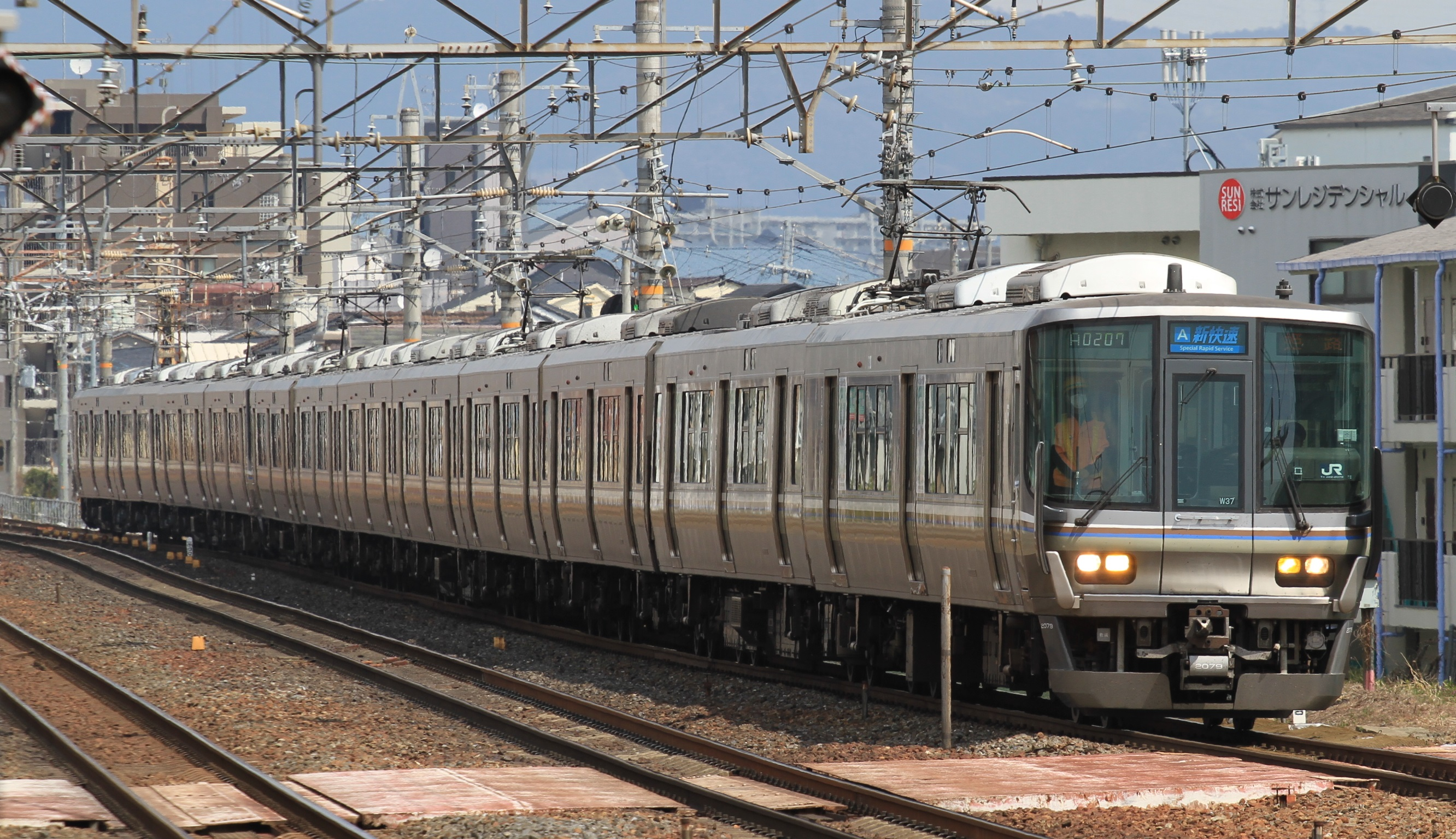
Un train de série 223
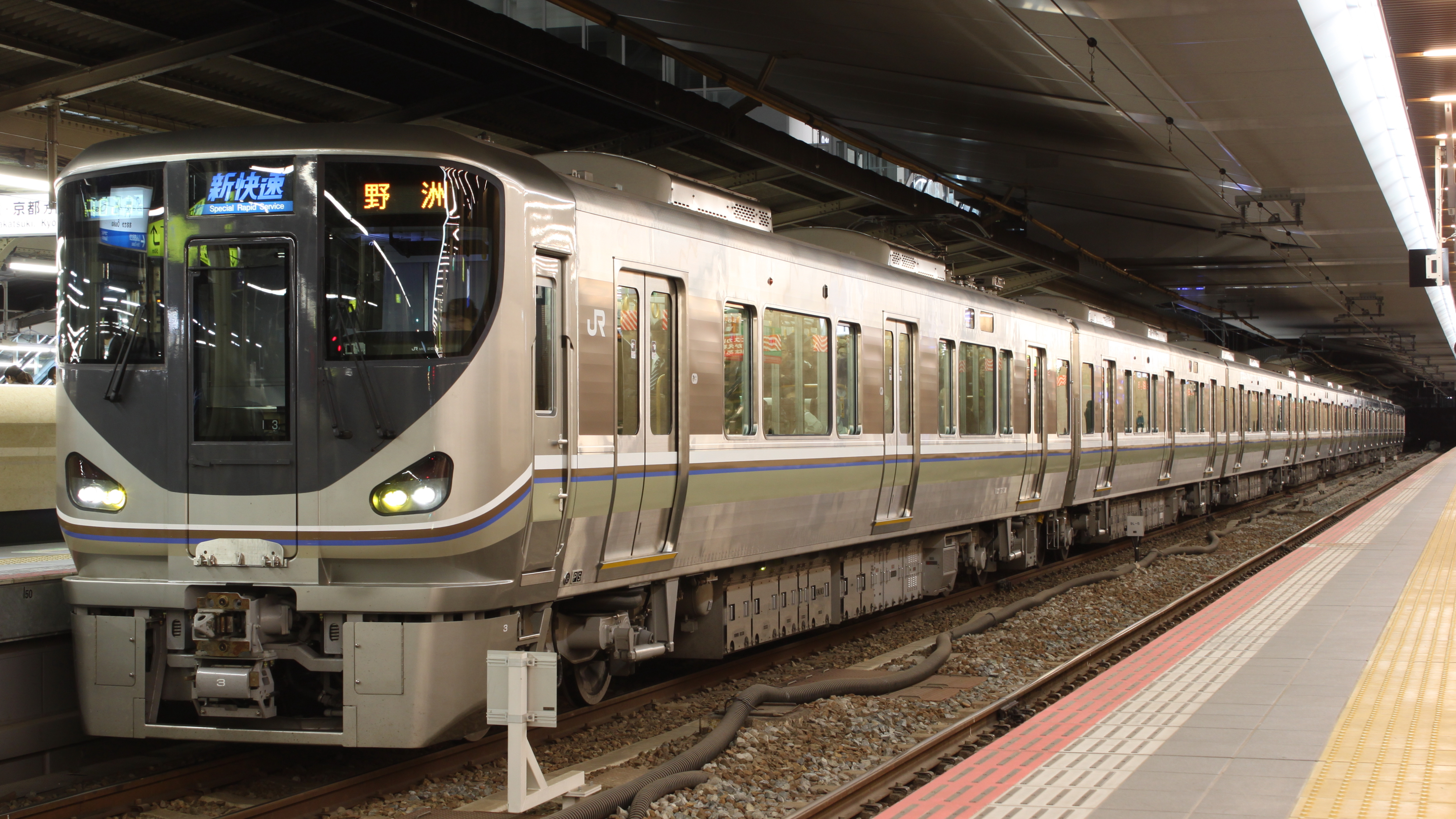
Un Special Rapid Service de série 225
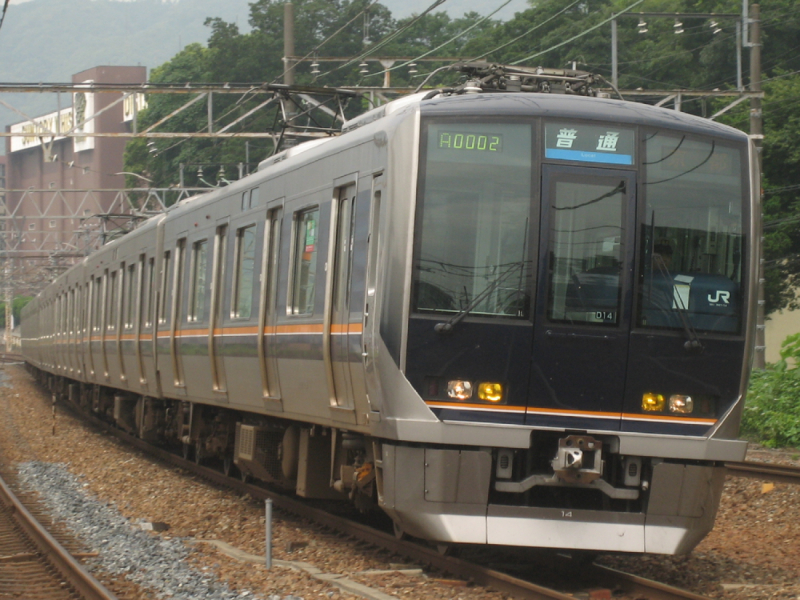
Train local de série 321